# Bernfried Leiber
Bernfried Leiber (* 30. September 1919 in Freiburg im Breisgau; † 16. August 2003 in Neu-Isenburg) war ein deutscher Kinderarzt und Hochschullehrer.

## Leben
Bernfried Leiber, Sohn des Photochemikers Ferdinand Leiber, widmete sich nach abgelegtem Abitur einem Studium der Medizin an den Universitäten Berlin, Leipzig und Jena, das er 1945 in Jena mit dem Erwerb des akademischen Grades eines Dr. med. abschloss. Nach Assistenzjahren habilitierte Leiber sich 1950 in Jena bei Jussuf Ibrahim als Privatdozent der Kinderheilkunde, 1952 trat er die Stelle des Klinischen Oberarztes bei Friedrich Hartmut Dost an der Kinderklinik der Charité der Humboldt-Universität zu Berlin an, dort erfolgte 1954 seine Ernennung zum außerplanmäßigen Professor.
Bernfried Leiber übersiedelte 1958 nach Frankfurt am Main, wirkte als Kinderarzt und begründete, gefördert durch die Stiftung Volkswagenwerk, 1969 die selbstständige Dokumentations- und Forschungsabteilung für klinische Nosologie und Semiotik als „zentrale Sammel- und Auskunftsstelle für seltene, ungewöhnliche und neue Krankheitsbilder“ an der Universität Frankfurt am Main, deren Leitung er übernahm, 1972 wurde er zum ordentlichen Professor befördert.
Bernfried Leiber – seine Forschungsgebiete umspannten die Kinderheilkunde sowie die Medizinische Informatik – erlangte insbesondere Bekanntheit durch sein mit Gertrud Olbrich veröffentlichtes Werk „Wörterbuch der klinischen Syndrome“, ISBN 978-3-541-01706-5, erschienen in insgesamt 6 Auflagen.

## Veröffentlichungen (Auswahl)
- Über parenterale Resorptionsvorgänge in verschiedenen Geweben und Körperhöhlen unter normalen und krankhaften Bedingungen, Dissertation, Jena, 1945
- Rheumatische Infektion und Lebensalter. Untersuchungen und Betrachtungen zur Pathophysiologie einer Altersdisposition des Kindesalters, Habilitationsschrift, Jena, 1950
- Altersbiologie des akuten Rheumatismus, Steinkopff, 1952
- Der menschliche Lymphknoten, Urban & Schwarzenberg, 1961
- mit Friedrich Hartmut Dost: Menthol and menthol-containing external remedies : Use, mode of effect and tolerance in children. International symposium, Paris, April 1966, Thieme, 1967
- mit Theodor Olbert: Die klinischen Eponyme. Medizinische Eigennamenbegriffe in Klinik und Praxis. Urban & Schwarzenberg, München/Berlin/Wien 1968.
- mit Michael Radke, Manfred Müller: Das Baby-Lexikon: ABC des frühen Kindesalters, Deutscher Taschenbuch-Verlag, 2001, ISBN 3-423-36221-9